# إيمي فينلي
إيمي فينلي (بالإنجليزية: Amy Finley)‏ هي طاهية أمريكية، ولدت في 9 ديسمبر 1973 في سان دييغو في الولايات المتحدة.

## وصلات خارجية
- إيمي فينلي على موقع IMDb (الإنجليزية)
- إيمي فينلي على موقع قاعدة بيانات الفيلم (الإنجليزية)